# Town & Country Surf Designs
Town & Country Surf Designs (también conocida como T&C) es una empresa especializada en ropa y equipamiento de surf. Fundada en 1971 por Craig Sugihara, comenzó como una  tienda ubicada en un antiguo local de barbería en Pearl City, Hawái.
Durante la década de 1980, Town & Country Surf Designs ganó popularidad gracias a sus icónicas camisetas decoradas con los personajes de "Da' Boys", creados por el artista Steve Nazar. Entre ellos destacaban Thrilla Gorilla, un gorila surfista antropomórfico inspirado en Dane Kealoha; Joe Cool, basado en el legendario surfista Shaun Tomson; y The Caveman, inspirado en Ken Bradshaw. Estos diseños, profundamente arraigados en la cultura local, se convirtieron en un símbolo de la moda surfera de la época, aunque dejaron de producirse hacia finales de esa década.
Los personajes también trascendieron las camisetas al aparecer en el videojuego Town & Country Surf Designs: Wood & Water Rage, lanzado para la consola Nintendo NES en 1988. Este juego combinaba skateboarding y surf, permitiendo a los jugadores controlar a personajes como Thrilla Gorilla y Joe Cool en diferentes competiciones deportivas.